# Adriaen van Utrecht
Adriaen van Utrecht (12. ledna 1599 Antverpy – 5. října 1652 Antverpy) byl vlámský malíř známý svými propracovanými zátišími.

## Život
Adriaen van Utrecht se narodil v Antverpách Abelovi van Utrechtovi a Anne Huybrechtové. V roce 1614 se stal žákem Hermana de Neyta, malíře a obchodníka s uměním, který vlastnil rozsáhlou uměleckou sbírku. Po studiích u Neyta pobýval ve  Francii a na území dnešního Německa a Itálie. Do Antverp se vrátil v roce 1625 (rok po smrti svého otce) a stal se mistrem v místním Cechu svatého Lukáše.
Na svatbě své sestry Cathariny s malířem Simonem de Vosem v roce 1628 se seznámil s Constancií van Nieulandtovou, 17letou dcerou malíře a básníka Willema van Nieulandta. Následující rok se van Utrecht s Constancií oženil a narodilo se jim celkem 13 dětí. Constancia též byla malířkou, a předpokládá se, že se podílela na práci svého manžela a malovala částečné nebo úplné kopie jeho děl.
Van Utrecht se stal známým umělcem a maloval obrazy pro německého císaře, španělského krále Filipa IV. a knížete Oranžského. Mohl si dovolit bydlení na antverpské ulici Meir, nejprestižnějším místě ve městě; jeho majetek se ale zřejmě koncem 40. let 17. století začal zmenšovat, možná kvůli jeho špatnému zdravotnímu stavu, a před svou smrtí van Utrecht přišel o většinu bohatství.
Mezi lety 1626 a 1646 u něj studovalo nejméně sedm žáků, včetně Philipa Gyselaera a Cornelise van Engelena.

## Dílo
Van Utrecht byl především malířem zátiší. Zobrazoval výjevy z trhů a kuchyní, mrtvou zvěř a zátiší s rybami, ovocem a zeleninou. Po objevení jeho Vázy s květinami z roku 1642 bylo v moderní době van Utrechtovi připsáno i několik zátiší s kyticemi květin.
Maloval také výjevy z vesnických statků, a to včetně drůbeže jako například kuřat, krůt, kachen a pávů.
Jeho raná tvorba byla ovlivněna Fransem Snydersem, van Utrecht však na rozdíl od něj neupřednostňoval jasné barvy, ale preferoval spíše teplé zemité tóny, zejména šedozelenou. Pro jeho díla je typický výrazný šerosvit, pravděpodobně inspirovaný italským malířstvím a díly Caravaggiových následovníků.
Van Utrecht je společně s Fransem Snydersem považován za jednoho z hlavních tvůrců žánru pronkstilleven, tedy zátiší, která zdůrazňovala hojnost zobrazováním rozmanitých předmětů, ovoce, květin a mrtvé zvěře, často společně s lidmi a živými zvířaty.
Pravidelně spolupracoval s předními antverpskými malíři, kteří byli žáky či pomocníky Petera Paula Rubense, jako například s Jacobem Jordaensem, Davidem Teniersem mladším, Erasmem Quellinusem mladším, Gerardem Seghersem, Thomasem Willeboirtsem Bosschaertem a dalšími.
Van Utrechtovo dílo mělo vliv na Jana Davidszoona de Heema, Evaristo Baschenise a Nicolase de Largillièra.
Jeho obrazy se nacházejí v mnoha muzejních sbírkách, například v Královském muzeu výtvarných umění v Antverpách, Rijksmuseu, Louvru a Ermitáži.

## Galerie

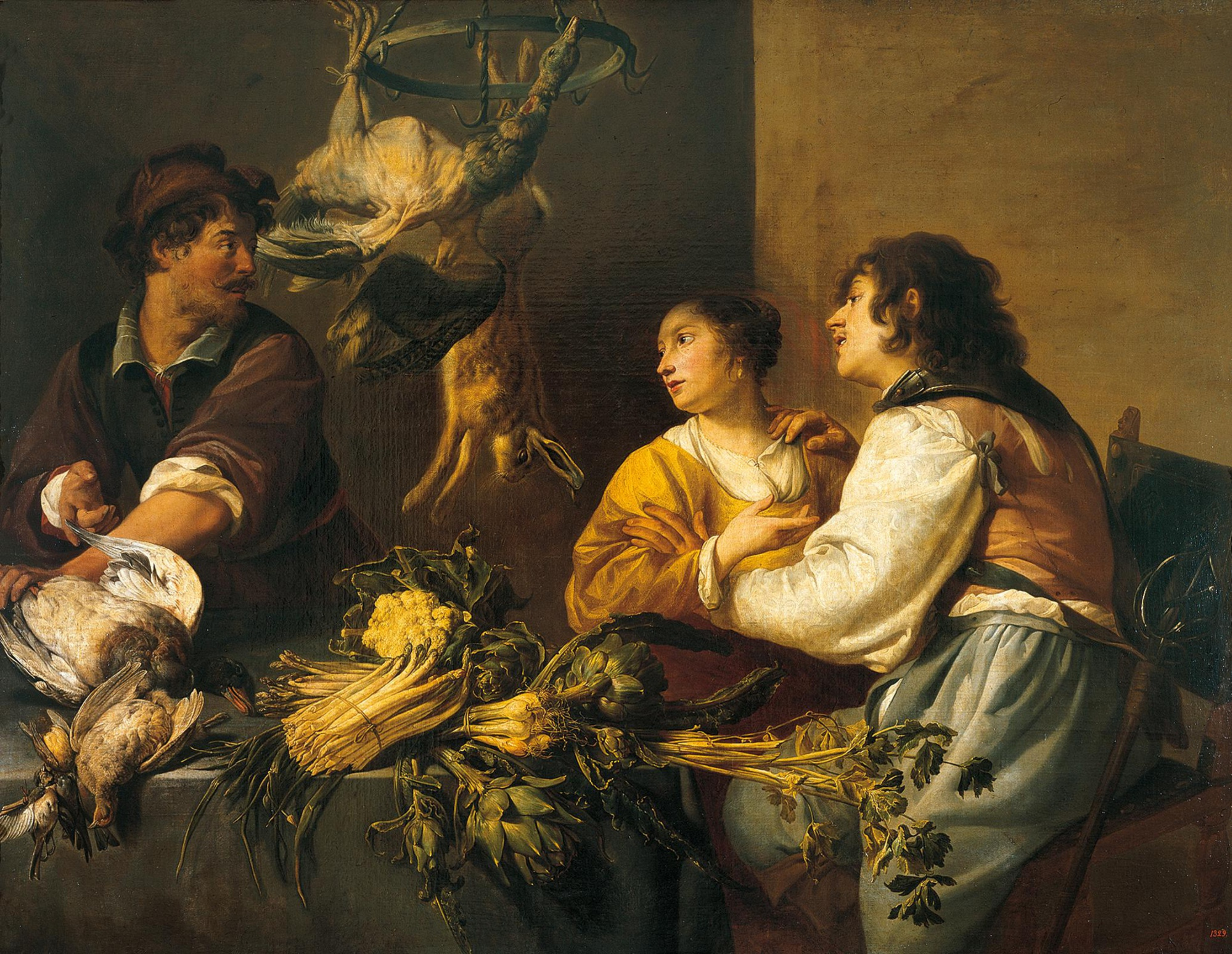
Adriaen van Utrecht, Theodoor Rombouts: Kuchyně (30. léta 17. století)
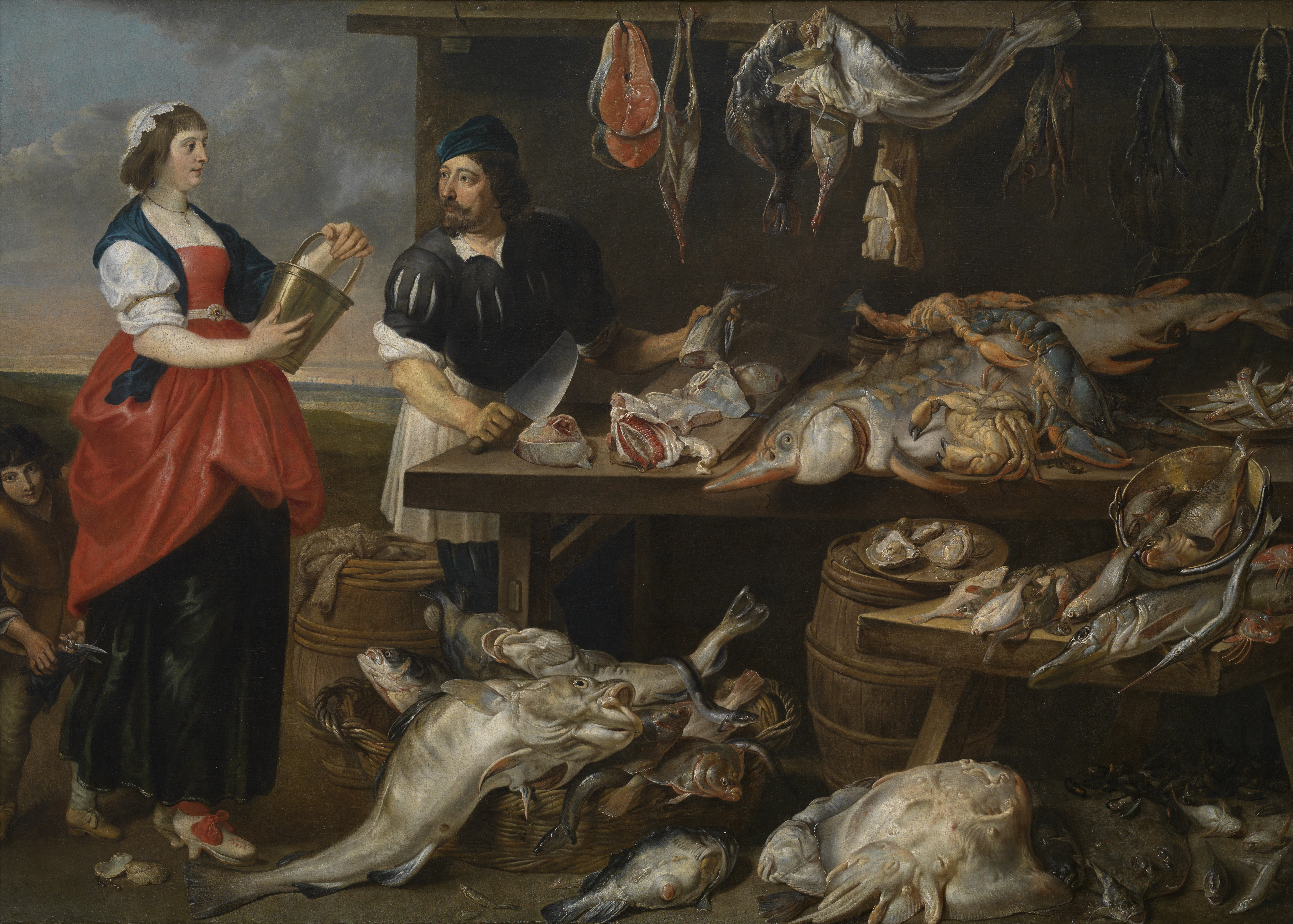
Stánek obchodníka s rybami (1640)
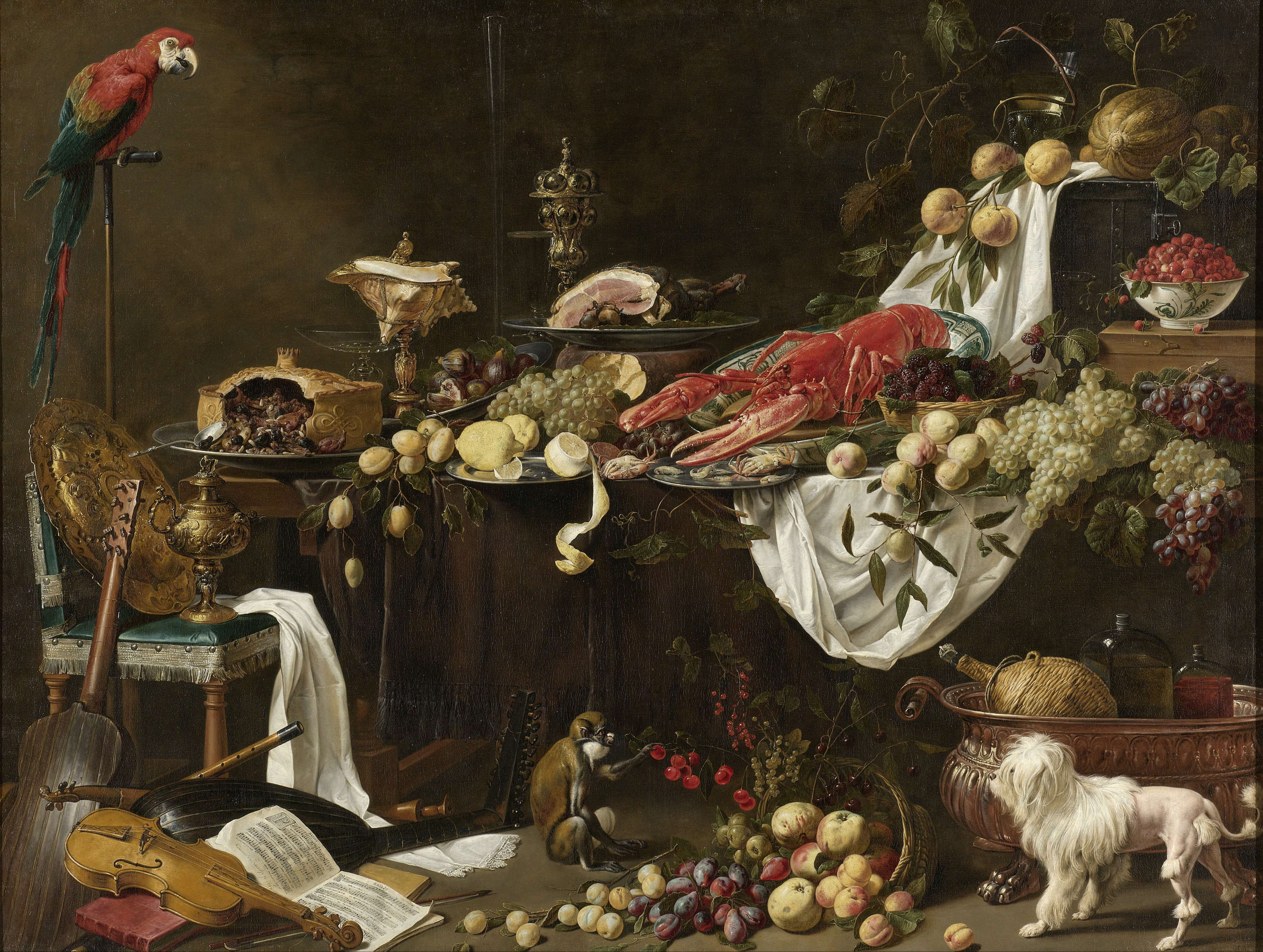
Zátiší s hostinou (1644)
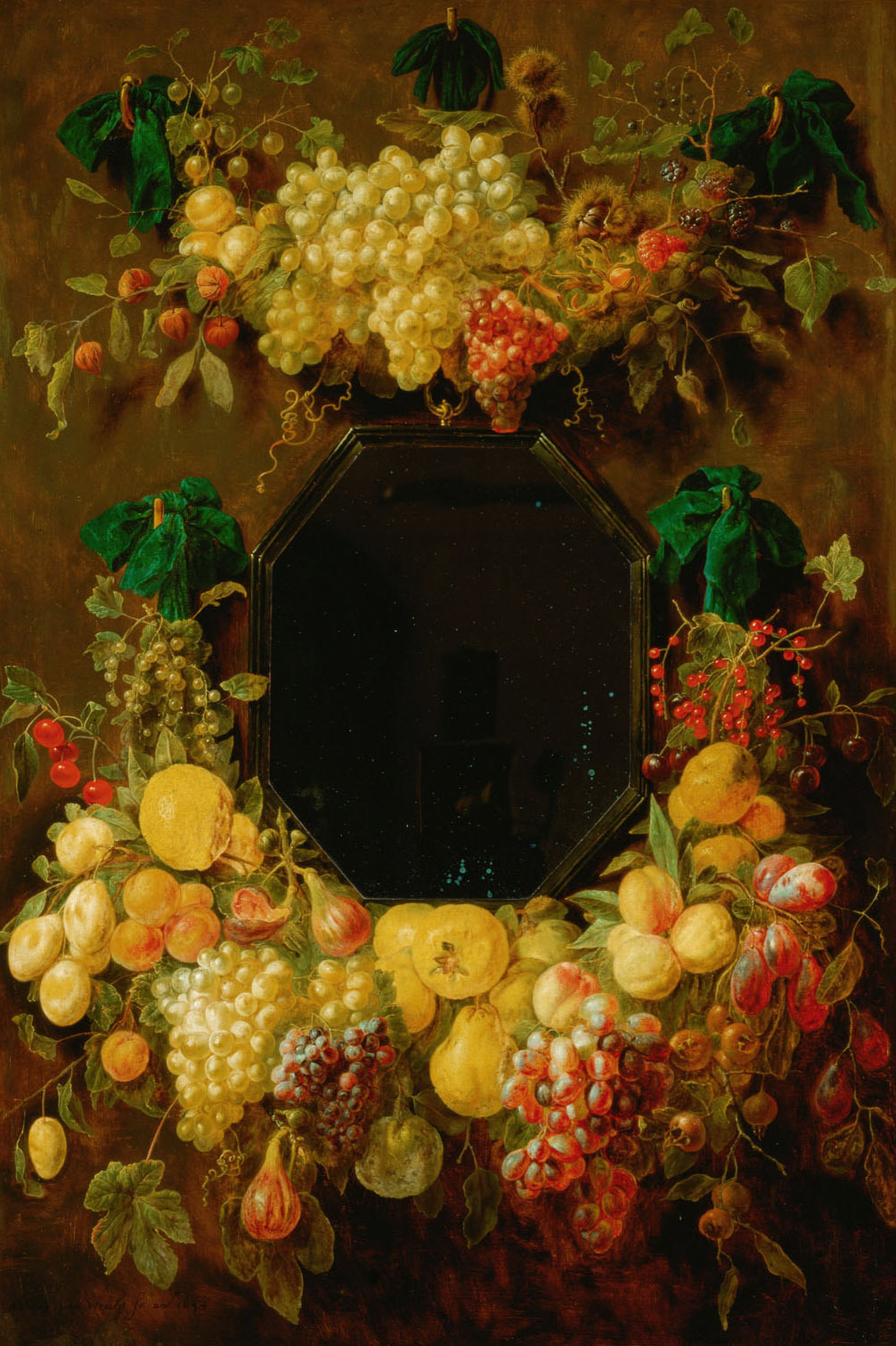
Ovocná girlanda (1644)
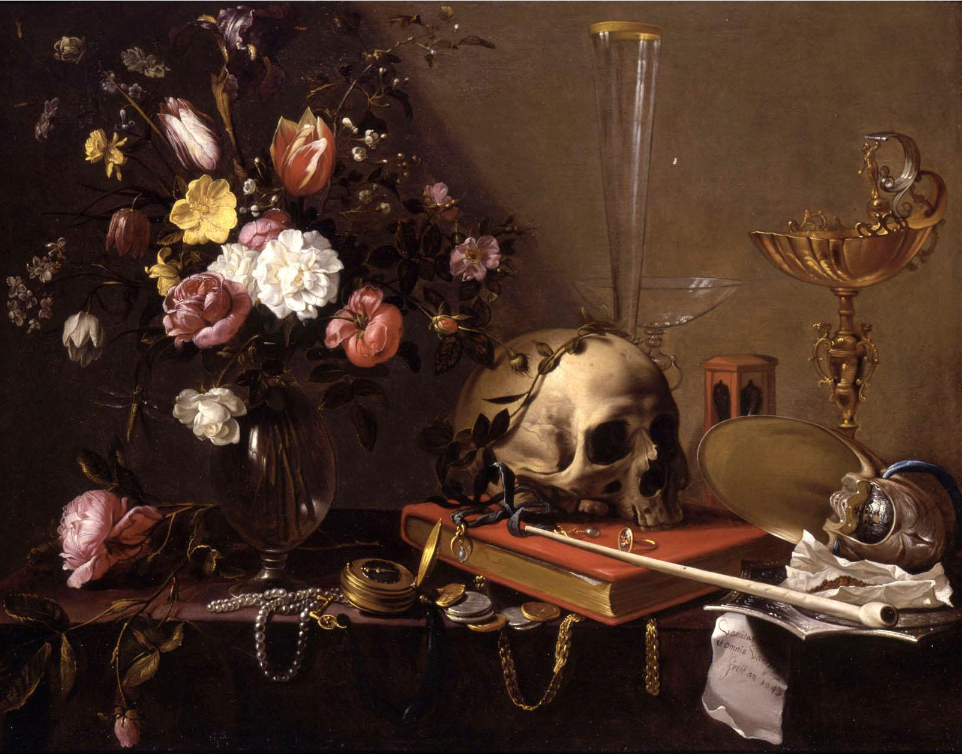
Zátiší vanitas s kyticí a lebkou (cca. 1642)
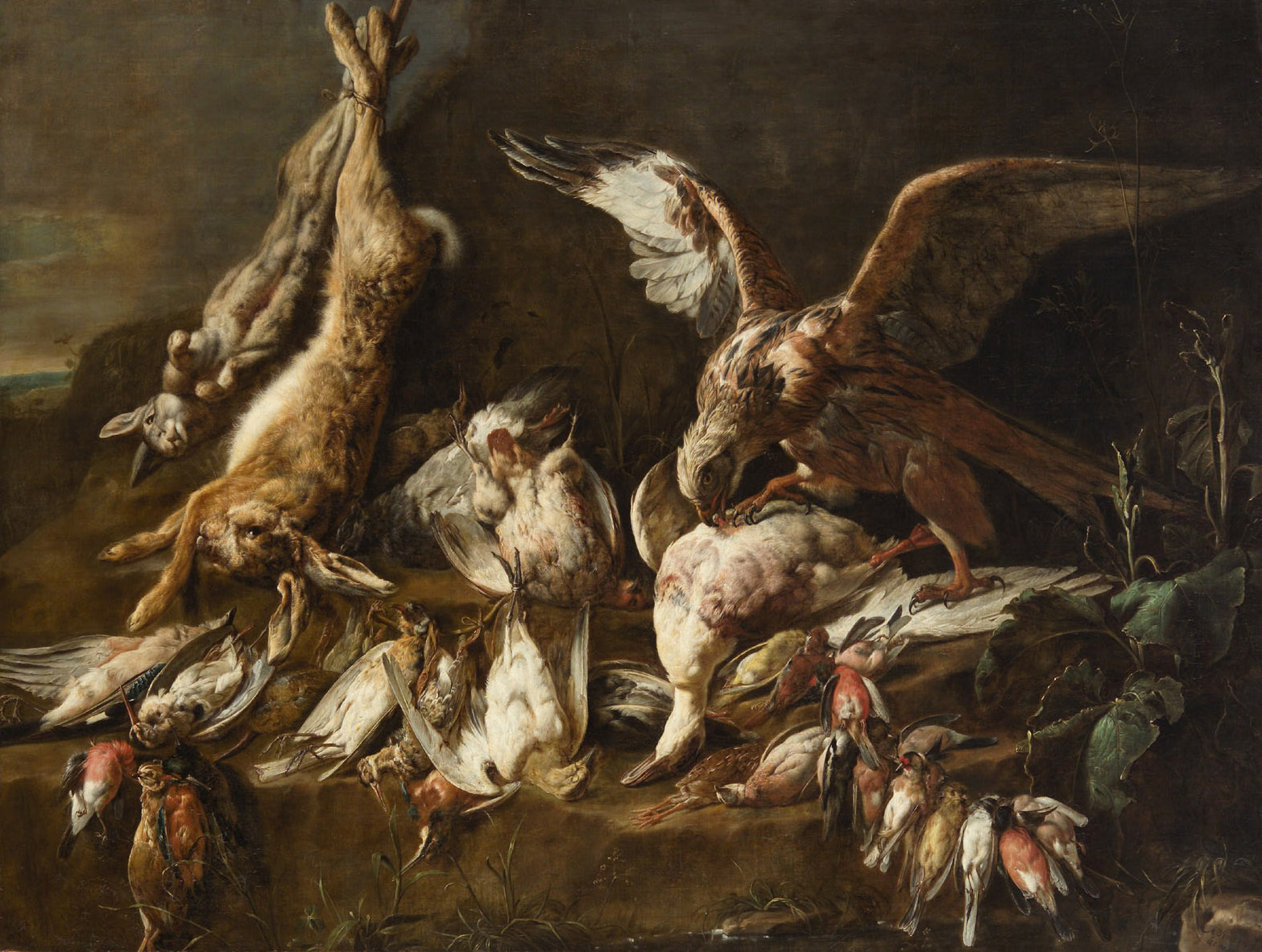
Zátiší se zvěřinou (cca. 1650)
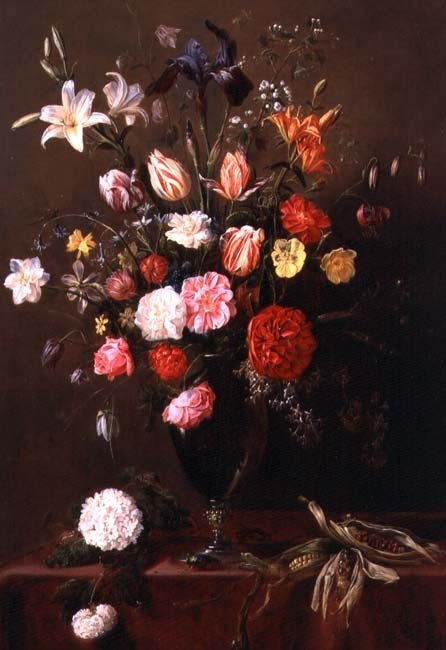
Váza s květinami (1642)